# Ammotrechella cubae
Espèce
Synonymes
- Galeodes cubae Lucas, 1835
- Ammotrechona cubae (Lucas, 1835)

Ammotrechella cubae est une espèce de solifuges de la famille des Ammotrechidae.

## Distribution
Cette espèce est endémique de Cuba.

## Publication originale
- Lucas, 1835 : Galeode. Galeodes. Olivier. Magasin de Zoologie 5, Classe VIII, plate 5 (texte intégral).